# ニコラエフスク・ナ・アムーレ空港
ニコラエフスク・ナ・アムーレ空港 （ニコラエフスク・ナ・アムーレくうこう、ロシア語: Аэропорт Николаевск-на-Амуре、(IATA: NLI)）はロシア極東のハバロフスク地方ニコラエフスク・ナ・アムーレにある空港である。ハバロフスク空港への便のみ就航している。

## 沿革
旧ソ連時代の1932年に水上機基地が開設された事に遡る。1934年8月に民間と共用化がなされた。戦時中にこれまでのSh-2に代わって、Po-2等の陸上機の運用の為飛行場を開設した。その後、1950年代と2013年の二回にわたって大規模な改修工事がなされている。